# Potyczka w Usman Khel
Potyczka w Usman Khel – starcie polskich żołnierzy działających w ramach międzynarodowych sił ISAF i rządowych oddziałów afgańskich z grupą partyzantów talibskich, do którego doszło 10 sierpnia 2009 roku w miejscowości Usman Khel (Asman Hel) w dystrykcie Ajristan.

## Potyczka

### I Faza
W ramach prowadzonej od lipca operacji Over the top, rano 10 sierpnia wyszedł na patrol polsko-afgański oddział, mający sprawdzić doniesienia o talibskim składzie broni. O godzinie 7:30 patrol został zaatakowany przez Talibów, podczas przemarszu przez miejscowość Usmankhel. Pierwsze starcie rozegrało się pomiędzy napastnikami i żołnierzami afgańskimi z patrolu. Jednak wobec zaciętej walki, do starcia włączyli się Polacy. Po przegrupowaniu, żołnierze PKW zostali ostrzelani od tyłu i zmuszeni do zajęcia obronnych pozycji przy dwóch budynkach, skąd wezwano posiłki.

### II Faza
O 8:20 do broniącego się patrolu, przybyły posiłki w postaci 4 helikopterów: dwóch polskich Mi-17, które dodatkowo zabrały ze sobą 20 żołnierzy, i dwóch amerykańskich AH-64, które rozpoczęły ostrzał pozycji Talibów.
Tymczasem, podczas próby likwidacji talibskiego strzelca wyborowego, został postrzelony porucznik Daniel Ambroziński. Mimo szybkiej ewakuacji rannego poza strefę ostrzału i prób reanimacji, oficera nie udało się uratować.
Jednocześnie okazało się, że podczas wymiany ognia rannych zostało jeszcze 4 polskich żołnierzy i w wyniku tego nowy dowódca, mł. chor. Dariusz Zwolak podjął decyzję o wycofaniu się patrolu. Po przebiciu się przez pierścień talibów, o godz. 9:45 amerykański śmigłowiec zabrał rannych do bazy w Ghazni. Pozostali żołnierze powrócili do bazy o 12:45.
Następnego dnia udało się odnaleźć w rejonie starcia, ciało kpt. Ambrozińskiego, którego wcześniej nie udało się zabrać ze względu na ostrzał. Nie ujawniono jednak bliższych szczegółów. Nieznane są też dane dotyczące strat po stronie Afgańczyków i talibów.